# Liste der Bodendenkmale in Langenlehsten
In der Liste der Bodendenkmale in Langenlehsten sind die Bodendenkmale der Gemeinde Langenlehsten nach dem Stand der Bodendenkmalliste des Archäologischen Landesamts Schleswig-Holstein von 2016 aufgelistet. Die Baudenkmale sind in der Liste der Kulturdenkmale in Langenlehsten aufgeführt.
| Denkmal-ID           | Befundart           | Bezeichnung                              | Zeitstellung                 | Lage                 | Bemerkungen | Bild |
| -------------------- | ------------------- | ---------------------------------------- | ---------------------------- | -------------------- | ----------- | ---- |
| aKD-ALSH-Nr. 000 739 | Befestigung > Burg  | Burg/Motte/Ringwall/Turmhügel „Bollbarg“ | Mittelalter                  | 500 m W des Dorfes ⊙ |             |      |
| aKD-ALSH-Nr. 000 740 | Grabmal > Grabhügel | Grabhügel                                | Vor- und/oder Frühgeschichte |                      |             |      |